# Gneo Manlio Capitolino Imperioso
Gneo Manlio Capitolino Imperioso (fl. IV secolo a.C.) è stato un politico e militare romano.

## Biografia
Nel 359 a.C. fu eletto console con il collega Marco Popilio Lenate.
In qualità di console sconfisse un esercito di Tiburtini, che si erano avvicinati a Roma, con l'intento di sferrare un attacco a sorpresa. Verso il termine del suo mandato i Tarquini invasero i territori romani al confine con i territori Etruschi (Tito Livio, Ab Urbe condita libri, VII, 12).
Fu eletto console una seconda volta nel 357 a.C. insieme al collega console Gaio Marcio Rutilo. Seppure gli fosse stata assegnata la campagna contro Tarquinia, non ebbe modo di guidare alcuno scontro.
Nel 345 a.C. fu scelto come magister equitum dal dittatore Lucio Furio Camillo nella campagna contro gli Aurunci.